# Franz Sinesius Weissenbach
Franz Sinesius Weissenbach (auch: Franz Synesius Weissenbach) (* 31. Januar 1782 in Bremgarten im Kanton Aargau; † 15. Dezember 1848) war ein Schweizer Jurist und Politiker.

## Leben
Franz Sinesius Weissenbach entstammte einer angesehenen verzweigten Beamtenfamilie, die seit 1803 zehn Stadträte in Bremgarten, drei Stadtammänner, drei Bezirksamtmänner, zwei Oberrichter, einen Regierungsrat, einen Ständerat, zwei Nationalräte sowie zahlreiche Grossräte stellte.
Er war verbeamtet und als Oberamtmann und später als Gerichtsschreiber tätig. Anschliessend war er Oberrichter und Kantonsrat im Grossen Rat des Kantons Aargau. Später wurde er Vizepräsident des Obergerichtes. Franz Sinesius Weissenbach war Präsident des Bezirksschulrates. 

## Werke
- Franz S. Weissenbach, Placidus Brunner: Das erste Protokoll. Verhandlungsprotocoll der Schützen Gesellschaft der Stadt Bremgarten angefangen im Jahr 1807. Freiämter Kalender 1989–, Wohlen. 1989, 79. Jg. S. 32–33, ill.